# Girolamo Parisani
Girolamo Parisani ou Hieronymus Parisani (falecido em 1638) foi um prelado católico romano que serviu como bispo de Polignano (1629-1638).

## Biografia
No dia 14 de março de 1629, Girolamo Parisani foi nomeado bispo de Polignano durante o papado de Urbano VIII. A 17 de abril de 1629, foi consagrado bispo por Antonio Marcello Barberini, cardeal-presbítero de Sant'Onofrio. Serviu como bispo de Polignano até a sua morte em 1638. Enquanto bispo foi o co-consagrador principal de Girolamo Magnesi, bispo de Potenza (1634).